# Dongbu Group
DB Group é um conglomerado industrial sul coreano que atua em diversos ramos da economia.

## Subsidiarias
- DB Insurance
  - Wonju DB Promy
- DB Hitek
- DB Life Insurance
- DB Financial Investment
- DB Savings Bank
- DB Capital
- DB Financial Service
- DB Inc.
- DB Institute
- DB Kim jun ki Foundation